# پراش پرتو ایکس

## اشعه (پرتو) ایکس
پرتو ایکس نوعی تابش الکترومغناطیسی با طول موج کوتاه و پر‌انرژی است که به دلیل توانایی نفوذ به مواد، در پزشکی و مطالعه ساختار مواد به‌کار می‌رود. این پرتوها هم خواص موجی دارند و هم خواص ذره‌ای، که به آن‌ها امکان می‌دهد تصاویر دقیق و اطلاعات ساختاری از مواد ارائه دهند.

## پدیده پراش
پراش هنگامی رخ می‌دهد که یک موج با موانع منظمی روبرو شود که فاصله بین آن‌ها قابل مقایسه با طول موج باشد. در این حالت، موج‌ها پراکنده شده و با هم تداخل می‌کنند. اگر اختلاف طول مسیر موج‌ها برابر با یک ضریب صحیح از طول موج باشد، موج‌ها هم‌فاز شده و یکدیگر را تقویت می‌کنند. این فرآیند به عنوان پراش شناخته می‌شود.

## پراش پرتو ایکس
به تغییر جهت پرتوهای ایکس به دلیل تعامل با الکترون‌های اطراف اتم‌ها پراش پرتو ایکس گفته می‌شود و به ما امکان می‌دهد تا ساختارهای اتمی و مولکولی را در جامدات بررسی کنیم. این پدیده در اثر پراکندگی الاستیک رخ می‌دهد؛ یعنی انرژی پرتو تغییر نمی‌کند.
به‌طور تاریخی، بخش عمده‌ای از درک ما درباره آرایش اتم‌ها و مولکول‌ها در جامدات از پژوهش‌های پراش پرتو ایکس به دست آمده است. پرتوهای ایکس همچنان در توسعه مواد جدید نقش مهمی دارند.
نقشه‌ای که از جهت‌های پرتوهای ایکس در فاصله دور به دست می‌آید، الگوی پراش نام دارد. در بلورنگاری پرتو ایکس از این پدیده استفاده می‌شود.
همان‌طور که در شکل مشاهده می‌شود، امواج دارای طول موج یکسان (𝜆) هم‌فاز هستند و یکدیگر را تقویت می‌کنند. در صورتی که غیر هم‌فاز باشند، می‌توانند اثر یکدیگر را خنثی کنند.

## کاربرد پراش پرتو ایکس
یکی از کاربردهای اصلی دستگاه‌های پراش پرتو ایکس، تعیین ساختار بلور است. اندازه و هندسه سلول واحد از موقعیت زاویه‌ای قله‌های پراش مشخص می‌شود، در حالی که آرایش اتم‌ها درون سلول واحد به شدت نسبی این قله‌ها وابسته است.
پرتوهای ایکس، همراه با پرتوهای الکترونی و نوترونی، در تحقیقات دیگر مواد نیز استفاده می‌شوند.
به‌عنوان مثال، جهت‌گیری بلورهای منفرد را می‌توان با استفاده از تصاویر پراش پرتو ایکس یا تصاویر لاوه بررسی کرد. در این تصاویر، هر نقطه مربوط به پراش پرتو از مجموعه خاصی از صفحات بلوری است.
از دیگر کاربردهای پرتوهای ایکس می‌توان به شناسایی کیفی و کمی مواد شیمیایی، تعیین تنش‌های باقی‌مانده، و اندازه‌گیری ابعاد بلورها اشاره کرد. این ابزارها در بسیاری از حوزه‌های علمی و صنعتی برای مطالعه دقیق ساختار مواد به‌کار می‌روند.

## تاریخچه
هنگامی که ویلهلم رونتگن در سال ۱۸۹۵ پرتوهای ایکس را کشف کرد، فیزیکدانان گمان می‌کردند که پرتوهای ایکس امواجی از تابش الکترومغناطیسی هستند. نظریه ماکسول در مورد تابش الکترومغناطیسی پذیرفته شده بود و آزمایش‌های چارلز گلاور بارکلا نشان داد که پرتوهای ایکس ویژگی‌هایی مشابه امواج الکترومغناطیسی دارند.
آزمایش‌های شکاف تک‌گانه در آزمایشگاه آرنولد سومرفلد نشان دادند که پرتوهای ایکس دارای طول موجی در حدود یک آنگستروم هستند. علاوه بر خواص موجی، پرتوهای ایکس دارای خواص ذره‌ای نیز هستند. آلبرت اینشتین در سال ۱۹۰۵ مفهوم فوتون را معرفی کرد، اما این مفهوم تا سال ۱۹۲۲ که آرتور کامپتون آن را با پراکندگی پرتوهای ایکس از الکترون‌ها تأیید کرد، به طور گسترده پذیرفته نشد.
در نهایت، مشاهده پراش پرتو ایکس توسط ماکس فون لاوه در سال ۱۹۱۲ تأیید کرد که پرتوهای ایکس نوعی تابش الکترومغناطیسی هستند.
در سال ۱۹۱۲، ماکس فون لاوه پیشنهاد کرد که از بلورها به عنوان شبکه پراش برای پرتوهای ایکس استفاده شود، چون طول موج این پرتوها با فاصله بین اتم‌ها در بلورها مطابقت دارد. او به همراه تیمش پرتوهای ایکس را از بلور سولفات مس عبور داد و الگوی پراش را ثبت کرد که این ایده را تأیید کرد.

ماکس فون لاوه پس از مشاهده نتایج اولیه، قانونی را کشف کرد که زاویه‌های پراکندگی پرتوهای ایکس را به ساختار بلور مرتبط می‌کرد و برای این کشف در سال ۱۹۱۴ جایزه نوبل فیزیک گرفت.
پس از پژوهش‌های پیشگامانه فون لاوه، این حوزه به‌سرعت توسعه یافت. در سال‌های ۱۹۱۲ تا ۱۹۱۳، ویلیام لارنس براگ قانون براگ را توسعه داد که پراکندگی را به صفحات منظم درون بلور مرتبط می‌کند. براگ پدر و پسر در سال ۱۹۱۵ به‌خاطر کارشان در بلورشناسی جایزه نوبل فیزیک را دریافت کردند.

## مقدمه ای بر تئوری پراش اشعه ایکس
بلورها آرایش منظمی از اتم‌ها هستند و پرتوهای ایکس به‌وسیله الکترون‌های اتم‌ها پراکنده می‌شوند. وقتی پرتو ایکس به یک الکترون برخورد می‌کند، موج‌های کروی کوچکی ایجاد می‌شود. در بلور، این موج‌ها در بیشتر جهات همدیگر را خنثی می‌کنند، اما در چند جهت خاص با هم ترکیب شده و تقویت می‌شوند.
مدل براگ توضیح می‌دهد که پراش پرتو ایکس زمانی رخ می‌دهد که پرتوها از صفحات موازی در بلور بازتاب یابند و اختلاف مسیر آن‌ها برابر با مضربی صحیح از طول موج باشد. این شرایط باعث تداخل سازنده و ایجاد الگوی پراش می‌شود.
2d
sin
𝜃
=
𝑛
𝜆
وقتی یک پرتو به مجموعه‌ای از ذرات متقارن با فاصله d برخورد می‌کند، هر ذره بخشی از انرژی پرتو را به صورت موج کروی بازتاب می‌دهد. این امواج فقط در جهتی هم‌فاز و تقویت می‌شوند که اختلاف مسیرشان 2dsinθ برابر با یک مضرب صحیح از طول موج λ باشد. در این حالت، پرتو منحرف شده و یک نقطه بازتاب در الگوی پراش ظاهر می‌شود.

به زبان ساده، وقتی پرتوهای ایکس از یک بلور پراکنده می‌شوند، الگوهایی ایجاد می‌شوند که هر کدام مربوط به مجموعه‌ای از صفحات در بلور هستند. اگر بتوانیم این الگوها را با استفاده از زاویه پراکندگی (2θ) و طول موج پرتو ایکس به صفحات خاصی در بلور ربط بدهیم، بازتاب شاخص‌گذاری می‌شود. این شاخص‌گذاری کمک می‌کند اندازه و شکل سلول واحد بلور (مثل طول، زاویه‌ها و نوع آرایش اتم‌ها) اندازه‌گیری شوند.

## روش‌های پراش
یکی از روش‌های رایج در پراش، استفاده از نمونه‌های پودری یا چندبلوری است که از ذرات ریز و به‌صورت تصادفی جهت‌دار تشکیل شده‌اند. هر ذره پودری (یا دانه) یک بلور است و وجود تعداد زیادی از این ذرات با جهت‌گیری‌های تصادفی تضمین می‌کند که برخی از آن‌ها به‌درستی در جهت مناسب برای پراش قرار گیرند، به‌طوری که تمام صفحات بلوری ممکن در دسترس باشند.

## دستگاه دیفرکتومتر
دیفرکتومتر دستگاهی است که برای تعیین زوایای پراش در نمونه‌های پودری استفاده می‌شود. این دستگاه شامل موارد زیر است:
نمونه (S): به‌صورت صفحه‌ای تخت که امکان چرخش حول محور O (عمود بر صفحه) دارد.
منبع پرتو ایکس (T): پرتوهای ایکس تک‌رنگ تولید می‌کند.
کنتور (C): شدت پرتوهای پراش‌یافته را اندازه‌گیری می‌کند.
کنتور روی یک حامل متحرک نصب شده که حول محور O می‌چرخد و زاویه 2θ را اندازه‌گیری می‌کند. حرکت چرخشی نمونه و کنتور به‌گونه‌ای هماهنگ است که زاویه‌های تابش و بازتاب با هم برابر بمانند. برای داشتن پرتوی دقیق و متمرکز، از کلاسیماسیون و فیلترهای خاص برای ایجاد پرتوی تقریباً تک‌رنگ استفاده می‌شود.

## ثبت الگوهای پراش
هنگامی که کنتور با سرعت زاویه‌ای ثابت حرکت می‌کند، یک دستگاه ثبت‌کننده شدت پرتوهای پراش‌یافته را به‌عنوان تابعی از زاویه 2θ رسم می‌کند. این زاویه، که به آن زاویه پراش می‌گویند، به‌صورت تجربی اندازه‌گیری می‌شود. در الگوی پراش، قله‌های با شدت بالا زمانی دیده می‌شوند که شرایط براگ برای برخی صفحات بلوری فراهم شود.

## روش‌های دیگر
در برخی تکنیک‌های دیگر، به‌جای کنتور، از فیلم عکاسی برای ثبت شدت و موقعیت پرتوهای پراش‌یافته استفاده می‌شود. این روش نیز اطلاعات مشابهی درباره ساختار بلور ارائه می‌دهد.